# فرانسيسكو مارجيوتي
فرانسيسكو مارجيوتي (بالإيطالية: Francesco Margiotta)‏ (15 يوليو 1993 بتورينو في إيطاليا - ) هو لاعب كرة قدم إيطالي في مركز الهجوم. شارك مع منتخب إيطاليا تحت 19 سنة لكرة القدم. أما مع النوادي، فقد لعب مع نادي فينيزيا ونادي مونزا ويوفنتوس وكارسو كالتشيو ‏ وReal Vicenza VS ‏ وSantarcangelo Calcio ‏.

## وصلات خارجية
- فرانسيسكو مارجيوتي على موقع الاتحاد الأوربي (الإنجليزية)
- فرانسيسكو مارجيوتي على موقع قاعدة بيانات كرة القدم.إي يو (الإنجليزية)
- فرانسيسكو مارجيوتي على موقع بيانات كرة القدم. دي إي (الألمانية)
- فرانسيسكو مارجيوتي على موقع ليكيب (الفرنسية)
- فرانسيسكو مارجيوتي على موقع Soccerbase.com (لاعب) (الإنجليزية)
- فرانسيسكو مارجيوتي على موقع Soccerway.com (الإنجليزية)
- فرانسيسكو مارجيوتي على موقع عالم كرة القدم.نت (الإنجليزية)